# Balaustrada

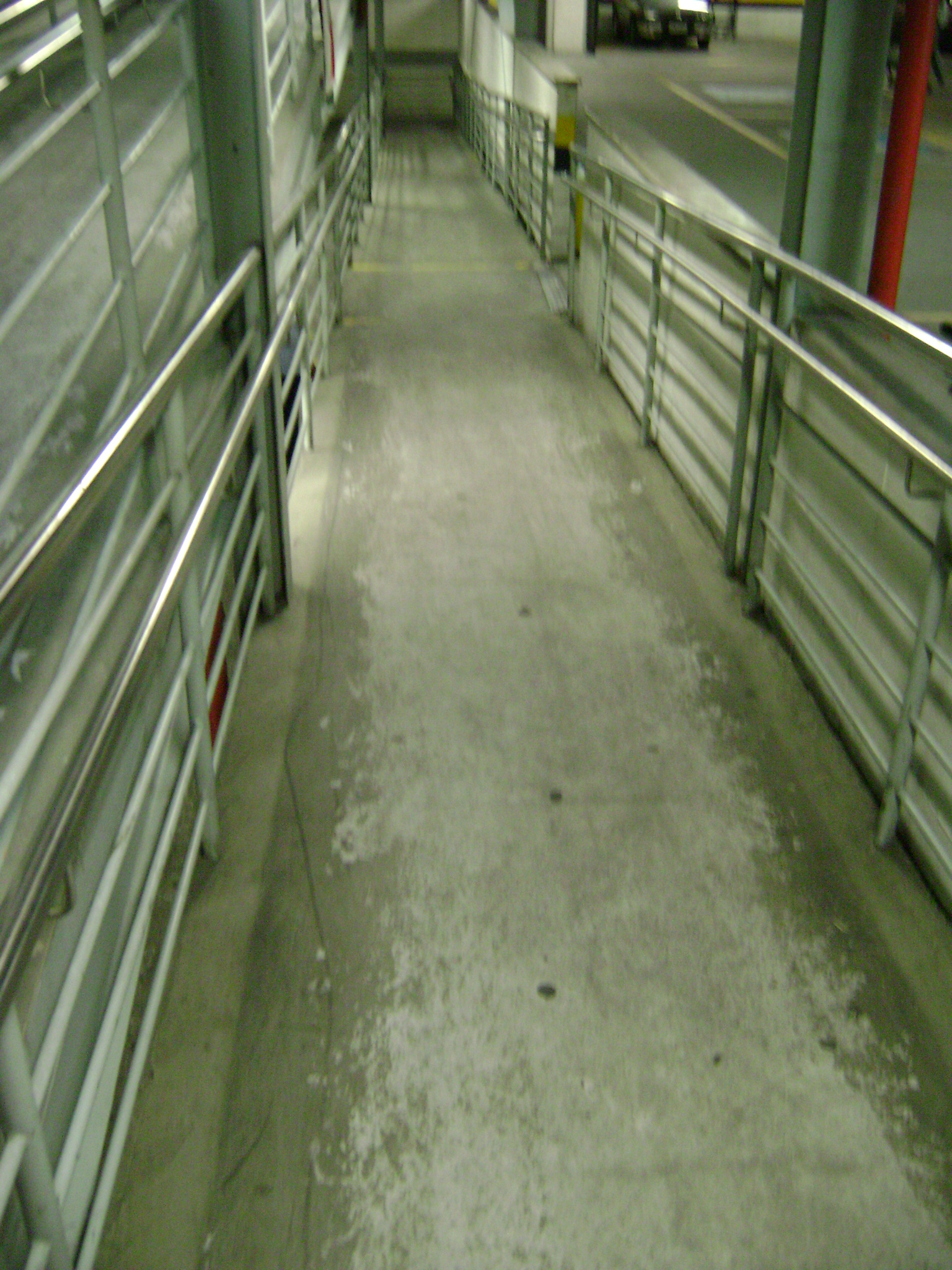
Corrimão em um corredor de supermercado. O corrimão é um tipo de balaustrada.

Balaustrada é uma cerca constituída ou não de balaústres.

## Tipos
Existem vários tipos de balaustrada, derivando a sua tipologia formal e estética conforme o conjunto arquitectónico.
A título de exemplo, podemos citar:
- Balaustrada romana - baseada na corrente estilística da arte romana;
- Balaustrada mexicana - baseada na corrente estilística mexicana;
- Balaustrada francesa - um misto de aranjos ou balaústres a estilo francês (género Catedral de Notre-Dame de Paris);
- Balaustrada babilônica - baseada na corrente estilística da arte babilônica

## Processos de construção
- Pode ser construída com a técnica de pré-moldados de concreto, que é uma mistura de cimento e areia mais argamassa.
- Com formas, usando-se para tal madeirame como forma ou formatada.
- Protendida ou expandida - Uma variação do uso do concreto na forma de vigas pré-moldadas.
- Com vigamento, estiramento, e outras.